# Маккей, Адам
А́дам Макке́й (англ. Adam McKay; род. 17 апреля 1968[…], Филадельфия, Пенсильвания) — американский кинорежиссер, продюсер, сценарист и комик. Маккей начал свою карьеру в 1990-х годах в качестве главного сценариста комедийного шоу NBC Saturday Night Live в течение двух сезонов и является соучредителем комедийной группы Upright Citizens Brigade. Он прославился в 2000-х годах благодаря сотрудничеству с комиком Уиллом Ферреллом и был соавтором его фильмов «Телеведущий: Легенда о Роне Бургунди», «Рики Бобби: Король дороги» и «Копы в глубоком запасе». Феррелл и Маккей позже стали соавторами и сопродюсерами многочисленных телесериалов и фильмов, а также создали свой веб-сайт «Funny or Die» через свою компанию Gary Sanchez Productions.
В 2010-х годах Маккей начал осваивать более драматичную сферу. «Игра на понижение» был первым его фильмом, который он снял без Феррелла в актерском составе. За эту ленту Маккей был номинирован на несколько наград, включая две премии «Оскар» за лучшую режиссуру и лучший адаптированный сценарий (с соавтором Чарльзом Рэндольфом), а также две премии Британской киноакадемии – тоже за лучшую режиссуру и лучший адаптированный сценарий. На 88-й церемонии вручения премии «Оскар» он и Рэндольф получили награды за лучший адаптированный сценарий, а также – в том же году – кинопремии BAFTA и премии WGA. За свою работу над биографическим фильмом Дика Чейни «Власть» Маккей получил номинации на премию «Оскар» за лучшую картину, лучшую режиссуру и лучший оригинальный сценарий. В 2019 году Маккей основал компанию Hyperobject Industries.

## Ранняя жизнь
Маккей родился в 1968 году в Денвере, штат Колорадо, и вырос в Вустере, штат Массачусетс, а затем в Малверне, штат Пенсильвания, в семье матери-официантки Сары и отца-музыканта. Когда Маккею было семь лет, его родители развелись. Он учился в средней школе Грейт-Вэлли в Малверне, которую окончил в 1986 году. Затем он в течение года учился в Университете штата Пенсильвания, а затем перевелся в Университет Темпл, где специализировался на английском языке. Маккей бросил Темпл за полтора семестра до того, как получил степень бакалавра. Он описал это как «урегулирование с воображаемой степенью».
Он является одним из основателей импровизационной комедийной группы Upright Citizens Brigade и бывшим исполнителем чикагского ImprovOlympic, где он был членом группы импровизации «Семья», в состав которой входили Мэтт Бессер, Иэн Робертс, Нил Флинн, Майлз Строт и Али Фарахнакян, а также гастрольный театр «Child’s Play». Будучи участником главной сцены «Second City», он написал и выступил в знаковом ревю этой компании «Пиньята, полная пчел». В нескольких политически заряженных набросках Маккей сыграл таких персонажей, как Ноам Хомский, замещающий воспитателя детского сада, и незадачливого менеджера по персоналу, пытающегося сообщить вице-президенту корпорации (Скотт Адсит) о некоторых катастрофических результатах теста на IQ, не теряя при этом собственную работу. Последнее выступление было включено в сборник, посвященный 40-летию «Second City».

## Карьера

### Писать, играть и продюсировать
Первоначально Маккей проходил прослушивание в Saturday Night Live на роль экранного исполнителя, но не прошел отбор. Однако представленные им сценарии принесли ему работу сценариста с 1995 года, и в течение года Маккей стал главным сценаристом в возрасте 27 лет, занимая эту должность до 2001 года. Он также снял ряд короткометражных фильмов для шоу, в том числе оригинальные цифровые короткометражки SNL. Маккей посоветовал своей второй городской подруге Тине Фей представить некоторые из её сценариев в Saturday Night Live, и позже она сменила его на посту главного сценариста. Хотя Маккей никогда не был настоящим актёром SNL, за эти годы он несколько раз появлялся перед камерой и постоянно играл роль несносного зрителя «Кита», который часто выкрикивал оскорбления ведущим знаменитостей во время их вступительного монолога.
Вскоре после ухода из SNL Маккей объединился с комиком Уиллом Ферреллом, чтобы создать Gary Sanchez Productions и написать комедийные фильмы «Телеведущий: Легенда о Роне Бургунди» (2004), «Рики Бобби: Король дороги» (2006), «Сводные братья» (2008) и «Копы в глубоком запасе» (2010), все из которых он также снял, продюсировал и сыграл эпизодические роли в качестве актёра. Феррелл и Маккей являются сопродюсерами сериала HBO «На дне».
Маккей был одним из сценаристов фильма «Грязная кампания за честные выборы» (2012) и продюсером фильма «Здравствуй, папа, Новый год!» (2015), в последнем из которых воссоединились звезды фильма «Копы в глубоком запасе» Феррелл и Марк Уолберг, а режиссёром выступил Шон Андерс. Маккей написал сценарий и снял «Игра на понижение» (2015), экранизацию одноимённой книги Майкла Льюиса о финансовом и ипотечном кризисе 2007—2008 годов и создании финансового и кредитного пузыря; в фильме снялись Брэд Питт, Кристиан Бейл, Райан Гослинг, Стив Карелл, Мелисса Лео, Мариса Томей и Байрон Манн. Маккей переписал сценарий для художественного фильма студии Marvel «Человек-муравей» режиссёра Пейтона Рида. Маккей также работал с Ридом, Полом Раддом, Габриэлем Феррари и Эндрю Барреромнад «Человек-муравей и Оса», чтобы конкретизировать историю. Он также выразил заинтересованность в том, чтобы снять фильм «Серебряный сёрфер» для Marvel Studios.
Он продюсировал фильмы «Затерянный мир» (2009), «Продавец» (2009), «Удар по девственности» (2010), «В доме отца» (2011), «Холостячки» (2012), «Фильм на миллиард долларов Тима и Эрика» (2011), «Грязная кампания за честные выборы» (2012), «Охотники на ведьм» (2012), «Тэмми» (2014), «Добро пожаловать ко мне» (2014), «Крепись!» (2015), «Любовь без обязательств» (2015), «Здравствуй, папа, Новый год!» (2015) и «Большой босс» (2016).
В дополнение к «На дне» Маккей продюсировал телесериал «Биг Лейк» и «Наследники», пилотный проект которого он снял, а также мини-сериал «Трофеи Вавилона» и шоу Криса Гетхарда.
В апреле 2019 года Маккей и Феррелл объявили, что они расстаются в качестве партнеров-продюсеров, но продолжат продюсировать все проекты, которые в настоящее время находятся в разработке или в производстве в Gary Sanchez Productions. Причина разрыва проста: Маккей работал над Время побеждать, сериалом HBO о Los Angeles Lakers в 1980-х годах, снятым по книге Showtime Джеффа Перлмана. Феррелл, большой фанат Lakers, первоначально был утвержден на роль Джерри Басса, легендарного менеджера команды. Однако некоторые участники проекта считали, что Феррелл не похож на него. В конечном итоге на эту роль был утвержден Джон С. Рейлли, что крайне оскорбило Феррелла. С тех пор они не общаются.
В 2019 году Маккей запустил новую производственную компанию Hyperobject Industries, которая заключила сделку с телеканалом HBO и заключила сделку с Paramount Pictures. Первым телевизионным проектом Hyperobject Industries был вышеуказанный пилотный проект HBO «Время побеждать: Расцвет династии Лейкерс». Маккей снял пилотный эпизод. Совсем недавно компания Маккея Hyperobject Industries впервые заключила сделку с Apple.

## Режиссер
Маккей был режиссером и соавтором сценария с Уиллом Ферреллом фильмов «Телеведущий: Легенда о Роне Бургунди» (2004), «Рики Бобби: Король дороги» (2006), «Сводные братья» (2008), «Копы в глубоком запасе» (2010) и «Телеведущий: И снова здравствуйте» (2013). Он снял «альтернативный фильм» о Роне Бургунди, который считается дополнением к «Телеведущему: Легенда о Роне Бургунди» (2004) под названием «Проснись, Рон Бургунди: Потерянный фильм» (2004), который состоит в основном из альтернативных дублей, удаленных сцен и вырезанных сюжетов из оригинального фильма, связанных вместе с повествованием.
Маккей снял документальный телефильм «Lifecasters» (2013). Он снял ряд короткометражных фильмов, в том числе цифровые короткометражки для Saturday Night Live и короткое видео «Good Cop, Baby Cop» для Funny or Die, в котором снялась его дочь Перл. Среди других короткометражных фильмов, которые он снял, — «The Procedure» (2007) с Уиллом Ферреллом, Уиллемом Дефо и Энди Рихтером в главных ролях, «Green Team» (2008) с Ферреллом, Джоном С. Рейли и им самим в главных ролях, а также рекламный ролик K-Swiss «Кенни Пауэрс: K-Swiss MFCEO» (2011), в главной роли Дэнни Макбрайд в роли Кенни Пауэрса из «На дне», который он совместно продюсирует с Ферреллом, а также снял эпизод.
Он снял и написал экранизацию научно-популярной книги Майкла Льюиса «Игра на понижение», выпущенной в 2015 году. Он получил номинацию на премию «Оскар» за лучшую режиссуру и премию «Оскар» за лучший адаптированный сценарий за свою работу в фильме, получив свою первую премию «Оскар» в последней категории. В 2016 году он и соавтор сценария Чарльз Рэндольф получили премию USC Scripter Award за свой сценарий.
В 2016 году он присоединился к супергеройскому фильму «Irredeemable», основанному на одноименном комиксе Марка Уэйда.
В ноябре 2016 года Маккей начал разработку биографической черной комедии «Backseat» о бывшем вице-президенте США Дике Чейни и его приходе к власти, хотя в конечном итоге название было изменено на «Власть». Фильм с Кристианом Бейлом в главной роли в роли Чейни был выпущен в Соединенных Штатах 25 декабря 2018 года компанией Annapurna Pictures. Несмотря на полярные отзывы, «Власть» получил восемь номинаций на 91-ю премию «Оскар», включая лучшую картину и вторую номинацию Маккея за лучшую режиссуру, а также выиграл за лучший макияж и прическу.
Маккей будет работать с Дженнифер Лоуренс над биографическим фильмом под названием «Вражда», в котором рассказывается история предпринимателя Элизабет Холмс, основанная на книге «Плохая кровь: секреты и ложь в стартапе Силиконовой долины». Он находится в разработке и будет спродюсирован компанией Legendary Pictures и выпущен компанией Universal Pictures. Ванесса Тейлор пишет сценарий. В декабре 2021 года проект был подхвачен Apple Studios.
Самый последний фильм Маккея — комедийно-драматический «Не смотри вверх» о двух ученых низкого уровня, пытающихся убедить мир в приближении катастрофической кометы. Маккей написал сценарий и продюсировал фильм для Netflix. В фильме снимаются Дженнифер Лоуренс, Леонардо Ди Каприо, Джона Хилл, Мэрил Стрип и Кейт Бланшетт. Он получил ограниченный театральный релиз в декабре 2021 года, а затем транслировался на Netflix позже в этом месяце.

## Личная жизнь
В 1999 году он женился на Шире Пивен, режиссере кино и телевидения. У них есть две дочери, Лили Роуз и Перл. Его шурин — актер Джереми Пивен.
Маккей входит в Творческий совет Representus, беспартийной антикоррупционной организации. Он является сторонником Демократической партии и поддержал кандидатуру Берни Сандерса на пост президента Соединенных Штатов в 2016 году и снова в 2020 году. Он идентифицирует себя как демократический социалист, в 2019 году вступил в ДСА, крупнейшую американскую организацию этого направления.

## Фильмография
| Год       |   | Русское название                           | Оригинальное название                       | Роль                                 |
| --------- | - | ------------------------------------------ | ------------------------------------------- | ------------------------------------ |
| 1995—2013 | с | Субботним вечером в прямом эфире           | Saturday Night Live                         | режиссёр, сценарист                  |
| 2004      | ф | Телеведущий: Легенда о Роне Бургунди       | Anchorman: The Legend of Ron Burgundy       | режиссёр, сценарист, актёр           |
| 2004      | в | Проснитесь, Рон Бургунди: Потерянный фильм | Wake Up, Ron Burgundy: The Lost Movie       | режиссёр, сценарист, актёр           |
| 2006      | ф | Рики Бобби: Король дороги                  | Talladega Nights: The Ballad of Ricky Bobby | режиссёр, продюсер, сценарист, актёр |
| 2008      | ф | Сводные братья                             | Step Brothers                               | режиссёр, продюсер, сценарист, актёр |
| 2009      | ф | Затерянный мир                             | Land of the Lost                            | продюсер                             |
| 2009      | ф | Продавец                                   | The Goods: Live Hard, Sell Hard             | продюсер                             |
| 2010      | ф | Копы в глубоком запасе                     | The Other Guys                              | режиссёр, продюсер, сценарист, актёр |
| 2012      | ф | Холостячки                                 | Bachelorette                                | продюсер                             |
| 2012      | ф | Диктатор                                   | The Dictator                                | продюсер                             |
| 2012      | ф | Грязная кампания за честные выборы         | The Campaign                                | продюсер, сценарист                  |
| 2013      | ф | Охотники на ведьм                          | Hansel and Gretel: Witch Hunters            | продюсер                             |
| 2013      | ф | Телеведущий 2: И снова здравствуйте        | Anchorman 2: The Legend Continues           | режиссёр, продюсер, сценарист        |
| 2014      | ф | Тэмми                                      | Tammy                                       | продюсер                             |
| 2014      | ф | Добро пожаловать ко мне                    | Welcome to Me                               | продюсер                             |
| 2015      | ф | Человек-муравей                            | Ant-Man                                     | сценарист                            |
| 2015      | ф | Крепись!                                   | Get Hard                                    | продюсер                             |
| 2015      | ф | Игра на понижение                          | The Big Short                               | режиссёр, сценарист                  |
| 2015      | ф | Любовь без обязательств                    | Sleeping with other people                  | продюсер                             |
| 2016      | ф | Здравствуй, папа, Новый год!               | Daddy's Home                                | продюсер                             |
| 2016      | ф | Большой босс                               | The Big Boss                                | продюсер                             |
| 2017      | ф | Здравствуй, папа, Новый год! 2             | Daddy's Home 2                              | продюсер                             |
| 2018      | ф | Власть                                     | Vice                                        | режиссёр, сценарист, продюсер        |
| 2018      | ф | Холмс & Ватсон                             | Holmes & Watson                             | продюсер                             |
| 2018—2023 | с | Наследники                                 | Succession                                  | режиссёр, продюсер                   |
| 2021      | ф | Не смотрите наверх                         | Don’t Look Up                               | режиссёр, сценарист, продюсер        |